# 僵尸噩梦
《僵尸噩梦》（英語：Zombie Nightmare）是杰克·布拉夫曼制片并导演、约翰·法沙诺编剧的1987年加拿大喪屍片，亚当·韦斯特、蒂亚·卡雷尔、乔恩·米克尔·托尔主演。影片讲述海地巫毒祭司把少年犯团伙杀害的棒球手“复活”成喪屍，丧尸追杀团伙报复，警方调查连串凶案。本片在加拿大蒙特利尔郊区取景，原计划基本由黑人演员演出，但在投资商要求下为人物改起常见的白人姓名。布拉夫曼名义上执导本片，但大部分导演工作实际由法沙诺完成。剧组一度以为法沙诺只是副导演，对指示拒绝配合。
《僵尸噩梦》原计划在院线上映，实际由新世界影业发行录像带，以18万美元预算取得150万加拿大元销售收入。影评人批评电影情节不出预料、缺乏惊喜和发散，但称赞片中采用摩托头、女校、托尔等乐队的重金属音乐。此外，本片还在1994年美国喜剧电视剧《神秘科学影院3000》播映。

## 剧情
刚参加棒球练习的威廉·华盛顿发现两名少年男子欺侮少女时挺身而出，结果被捅死。多年后他的儿子托尼长大而且也靠打棒球为生，结果又在打断杂货店抢劫后被满载少年犯的车撞死，车上少年鲍勃、艾米、吉姆、彼得、苏茜逃离现场，旁人把托尼的尸体送回家，母亲路易丝悲痛欲绝。她致电丈夫当年以生命救下的女子莫莉·梅肯比，要求报恩。莫莉是海地巫毒祭司，她把托尼复活成喪屍并以神秘力量助他报仇。
托尼第二天晚上追踪彼得和苏茜到学院体育馆，扭断彼得的脖子并用棒球棍打得苏茜脑浆爆裂。弗兰克·索雷尔警探负责查案，法医认定凶手是身强体壮的男子。汤姆·丘奇曼警监向媒体宣称该案是毒品引发的谋杀－自杀案。次日夜里，托尼又用棒球棍刺穿性骚扰女招待的吉姆。丘奇曼告诉索雷尔已将嫌疑人捉拿归案，但警探觉得事情没这么简单。他仔细观察照片发现两起案件莫莉都在场，向警监建议找她问话。警监称莫莉只是哪里有救护车就赶到哪里、靠巫毒骗术看手相招摇撞骗。丘奇曼叫索雷尔回家休息，随后致电吉姆的父亲弗雷德，称莫莉与吉姆之死有关。弗雷德前去警局面见警监，但在路上被托尼所杀。
鲍勃与艾米决定逃到外地避难，但在吉姆叔叔的车库偷钱时被托尼杀害。索雷尔也遭攻击但幸免于难。监视托尼行动的丘奇曼用枪绑架莫莉，强迫她透露托尼的行踪。索雷尔跟踪托尼抵达墓地，莫莉与丘奇曼随后赶到并告诉警探，祭司复活托尼不仅是要为他报仇，还要报威廉的仇，原来当年正是丘奇曼与弗雷德对莫莉不轨，挺身而出的威廉死于丘奇曼之手。丘奇曼知道复活托尼达成目标后力量就会减弱，他开枪打倒托尼，又杀害想念咒的莫莉，接下来还打算杀掉索雷尔，这样就没有人能说出实情。这时突然又有僵尸从附近坟墓爬出并把丘奇曼拖到地下，惊恐而绝望的丘奇曼恳求索雷尔开枪给他个痛快。

## 演员
- 亚当·韦斯特饰汤姆·丘奇曼警监
- 乔恩·米克尔·托尔饰托尼·华盛顿
- 蒂亚·卡雷尔饰艾米
- 马努斯卡·里加德饰莫莉·梅肯比
- 弗兰克·迪茨饰弗兰克·索雷尔警探
- 肖恩·利维饰吉姆·巴滕
- 琳达·辛格饰玛吉
- 艾伦·菲斯勒饰鲍勃
- 哈米什·麦克伊万饰彼得
- 曼农·图拜德饰苏茜
- 沃尔特·马西饰彼得斯先生

## 制作

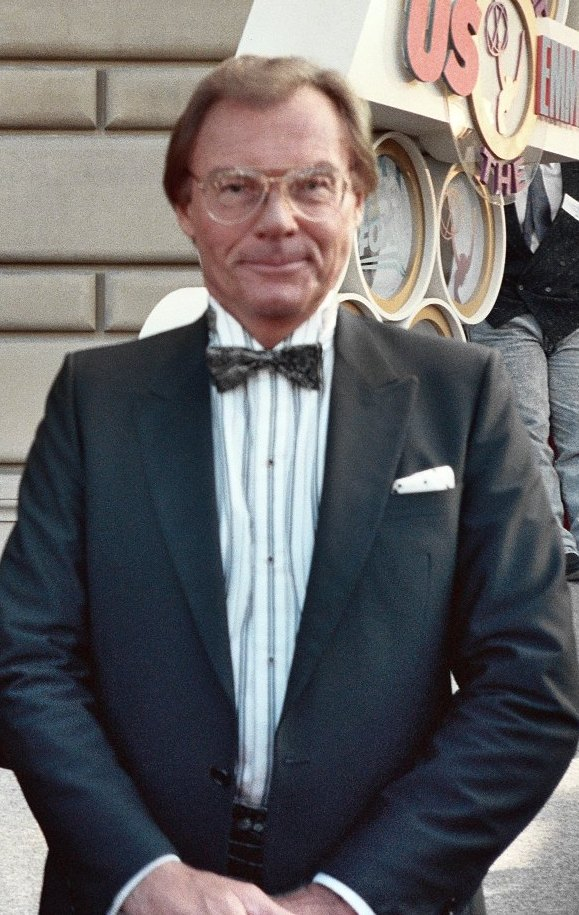
亚当·韦斯特（摄于1989年）共在《僵尸噩梦》片场工作两天

色情片出身导演杰克·布拉夫曼想拍恐怖片，他联络参演《吸血姐妹》的约翰·法沙诺，请对方编剧并共同承担导演职责，但名义上的导演只有布拉夫曼。法沙诺同意后写出的剧本主要人物都是黑人青少年，采用常见的黑人姓名，剧情背景是他的故乡纽约州拿骚县华盛顿港，当地演员有机会参加演出。据莱斯布里奇大学副教授肖恩·布雷顿所述，原版剧本构想就是黑人向行凶的白人复仇。投资商担心演员以黑人为主难以在外国市场打响，要求把人名改得更像白人。剧本原稿是用打字机打出，法沙诺用纸打出白人姓名后裁下，再粘到原稿的对应位置。人物改名后，投资商向布拉夫曼与法沙诺提供18万美元预算。:192–193纽约州工会拒绝许可本片在该州制作，剧组转战魁北克省蒙特利尔:193。
《僵尸噩梦》由蒙特利尔金宝制片制作，是美国女演员蒂亚·卡雷尔的电影处女作。亚当·韦斯特扮演反派警监汤姆·丘奇曼，他一共只在片场工作两天，边演边看剧本。饰演弗兰克·索雷尔警探的弗兰克·迪茨儿时就与法沙诺交好，:193–194诠释巫毒祭司莫莉·梅肯比的马努斯卡·里加德以模仿蒂娜·特纳安身立命。托尼原计划由健美运动员皮维·派蒙特出演，但电影开拍数天后他因吃光向所有演职人员提供的餐点被炒，加拿大托尔摇滚乐队歌手乔恩·米克尔·托尔取而代之。摔跤手比利·葛蘭姆原定扮演托尼之父，但他赶到蒙特利尔后在机场等待十小时都没人来接，于是转身返回，法沙诺亲自上阵。:193–194韦斯特与卡雷尔出场的戏码是布拉夫曼执导，其他大部分镜头是法沙诺掌镜:193。剧组一度以为法沙诺只是副导演，对指示拒绝配合，摄影总监罗杰·拉辛也不例外:194。
法沙诺的大学好友托尼·布瓦与安迪·克莱门特为本片化妆并制作丧尸面具:194，乔恩·米克尔·托尔的化妆用到胶水和乳胶，耗时五小时。美国演职人员住在机场酒店，所有电视频道播的都是色情片，他们还能看到许多片子都有导演布拉夫曼的大名:194。剪辑大卫·惠灵顿名义上还是本片编剧，这样就能满足加拿大税务优惠套餐要求:196–197。
电影大部分配乐由托尔作曲，如他旗下乐团演奏的重金属重复段，其他乐队的合成器曲段。另有众多重金属乐队为本片配乐添砖加瓦，摩托头单曲《黑桃A》在片头字幕时响起，片中还有维金盔甲、女校、拳头、死亡面具乐队的曲段，以及托尔夫人、乐队候补歌手鲁斯提·“潘特拉”·汉密尔顿的曲目。

## 发行和影响

### 发行
本片原计划在院线上映，实际由新世界影业发行录像带。1987年10月，电影的VHS录像带在美国上市，全球销售总额150万加拿大元。2010年，电影的特别版DVD问世。

### 专业评价
《深红杂志》的史蒂夫·比斯特批评本片剧情不出预料、缺乏惊喜和发散，化妆和制作值得肯定，但里加德的表演“夸张到荒谬”。《疯哥利牙》称赞青少年主演的表现，认为电影的重金属配乐值得推荐，但电影缺乏特效、剧情又太容易预料，令人无聊。网站刊登伊恩·简的评论认为影片实在很烂，只是又莫明其妙地令人乐在其中。学者彼得·邓德尔的著作《僵尸电影百科全书》认为观看本片令人“难受又费劲儿”。“恶心血腥”网站把本片选为“俗气”重金属恐怖片代表作。《Kerrang！》杂志认为配乐比影片整体更有价值。吉姆·克拉多克的著作《视频猎犬之黄金电影猎犬》认为本片“廉价而愚蠢”。

### 《神秘科学影院3000》
《神秘科学影院3000》是美国电视喜剧剧集，讲述主角和两个机器人朋友参加科学实验，实验过程就是强迫他们看烂片。1994年秋《僵尸噩梦》入选第六季，在喜劇中心“新鲜奶酪”美国大学校园巡演期间首播。，同年11月24日在喜剧中心电视首播。本集首播适逢该频道一年一度的《神秘科学影院3000》“火鸡节马拉松”连播活动，节目由韦斯特主持。《神秘科学影院3000》工作人员为节目编写《惊人庞大分集指南》，玛丽·乔·佩尔称观看《僵尸噩梦》令人难受，节目创作人员都“非常强烈、无比明确地厌恶该片”。2009年，呐喊工厂推出《神秘科学影院3000》分集第十五卷盒装DVD，其中收有本集；2017年，本集登录Netflix。